# Louis Sels
Louis Sels (1844 - 1912) was een Belgisch politicus.

## Levensloop
Sels was burgemeester van Duffel van 1896 tot aan zijn overlijden.
Van beroep was hij actief in de land- en tuinbouw. Zo was hij een pionier in de intensieve glasteelt. Zijn "glazen dorp" bestond uit 46 verwarmde serres en werd meermaals bekroond op Europese tentoonstellingen. Het werd echter bij de aanvang van Eerste Wereldoorlog vernield.
In Duffel is er een plein naar hem vernoemt, met name het 'Louis Selsplein'.
Zijn zoon (Louis jr.) en kleinzoon (Ludo) waren eveneens politiek actief.